# Битва при Кайнарджи
Битва при Кайнарджи — одно из ключевых сражений Русско-турецкой войны 1768—1774 гг., которое состоялось 22 июня (3 июля) 1773 года близ села Кючук-Кайнарджи, между частями русской императорской армии и войском османской империи.

## Перед сражением
С целью нанесения турецкой армии решительного удара и принуждения Турции к миру, в 1773 году решено было перенести военные действия на правый берег Дуная. 9 и 10 июня двадцатитысячная армия генерала П. А. Румянцева (после заключения Кючук-Кайнарджийского мира, удостоен Екатериной II титула «Задунайский») у Гуробал переправилась через реку Дунай и двинулась к Силистрии, с целью овладеть этой крепостью.
Произведенный 18 июня штурм хотя и отдал в руки русских передовые укрепления крепости, но вместе с тем обнаружил несоответствие сил для выполнения намеченной для армии задачи за Дунаем, тем более, что переход в наступление турок со стороны Шумлы угрожал поставить 20-тысячную русскую армию между тридцатитысячным гарнизоном Силистрии и армией Нумана-паши (30—35 тысяч воинов), расположившейся 19 июня у Кючук-Кайнарджи.
Это обстоятельство вынудило Румянцева отступить за Дунай. Для обеспечения отхода армии, 21 июня в направлении на Кючук-Кайнарджи был выдвинут отряд генерал-майора Отто Адольфа Вейсмана фон Вейсенштейна (около 5.600 человек, 45 артиллерийских орудий). К вечеру 21 июня отряд достиг деревушки Куюжук, где и расположился лагерем. Оценивая задачу, поставленную отряду, — обеспечить отход армии к переправе у села Гуробал, — генерал Вейсман фон Вейсенштейн признал наиболее целесообразным атаковать противника, несмотря на неравенство сил, и вечером 21 июня отдал диспозицию на следующий день. Отряд был разделен на авангард полки Ф. Н. Клички (4 батальона, 1 полк кавалерии, — около 1.750 человек), главные силы генерала Вейсмана (6 батальонов, 25 пушек, около 2.250 человек) и арьергард (4 полка кавалерии, ок. 1.600 человек). До наступления рассвета русские двинулись навстречу врагу.

## Битва
С самого начала движения русскому отряду пришлось вступить в борьбу с турецкой конницей и с большим трудом прокладывать дорогу через густой лес. Для действия против османских всадников был выслан передовой отряд из легких войск, а на главные силы авангарда было возложено устройство пути. Преодолев встреченные на протяжении полуторакилометрового дефиле препятствия, авангард вышел на закрытую со всех сторон Кючук-Кайнарджийскую долину, где перестроился в каре, и, в таком порядке продвинувшись вперед, занял позицию на краю возвышенности.
Заметив русские войска, турки открыли артиллерийский огонь, но с расстояния более двух километров не смогли нанести почти никакого урона. Между тем, под прикрытием авангарда вышли в долину и остальные войска; главные силы построились в узкое по фронту и растянутое в глубину (ввиду тесноты долины) каре, которое стало левее авангарда. Кавалерия оставалась сзади в походной колонне, не рискуя, ввиду громадного превосходства противника в кавалерии, выдвинуться вперед для борьбы с ним. Фронт всего отряда прикрывался легкими войсками, которые вели перестрелку с турками. Развернув пехоту, Вейсман двинул отряд против турецкой позиции. С началом движения, конница, оставив один полк за главным каре, развернулась в две линии правее авангарда.
Боевой порядок, под ружейным и пушечным огнем, уже приближался к позиции неприятеля, как вдруг неожиданно был атакован перешедшими в наступление турками. Первая атаковала правый фланг нашего расположения турецкая кавалерия и стремительным ударом опрокинула русскую конницу, которая частью была рассеяна, частью отступила за авангардное каре. Покончив с российской конницей, турецкая кавалерия, не преследуя её, обратилась против соседнего авангардного каре. Последовал ряд стремительных атак, которые были, однако, отбиты с громадными для турок потерями.
Почти одновременно с атакой авангардного каре турецкая пехота атаковала каре главных сил. В числе около 10.000 солдат, разделившись на две группы, она устремилась против фронтального (узкого) и левого фасов. Несмотря на стремительность атаки, встреченные картечным и ружейным огнем турки отхлынули и залегли частью впереди, частью с фланга каре, откуда начали поражать фасы метким огнем. Вейсман, находившийся внутри этого каре, приказал охотникам выбить турок, расположившихся против левого фаса. Последствием этой атаки было то, что огромная толпа турок, опрокинув охотников, на их плечах обрушилась на левый фас каре, где внесла смятение. С целью воодушевить войска, Вейсман лично стал во главе их; порядок был восстановлен и атака отбита, но сам Вейсман был убит. Однако, это было последнее усилие со стороны турок исправить положение; за первыми энергичными атаками, не увенчавшимися успехом, боевой дух турок упал, а атака из-за правого фланга нашей конницы, собравшейся после первой неудачи, решила сражение. Перешедшая затем в наступление пехота обратила турок в бегство. Принявший, за смертью Вейсмана командование отрядом генерал-майор Голицын немедленно направил для преследования всю наличную кавалерию, которая гнала противника на протяжении 12 верст. Мстя за гибель своего командира, русские не брали пленных.

## Потери
- Русская императорская армия: убиты генерал Вейсман и 18 нижних чинов[1] (по другим данным 15 убитых всего[3]), ранено 3 офицера и 158 солдат.
- Турецкая армия: потери составили до 5.000[1][3][4].

## Итоги

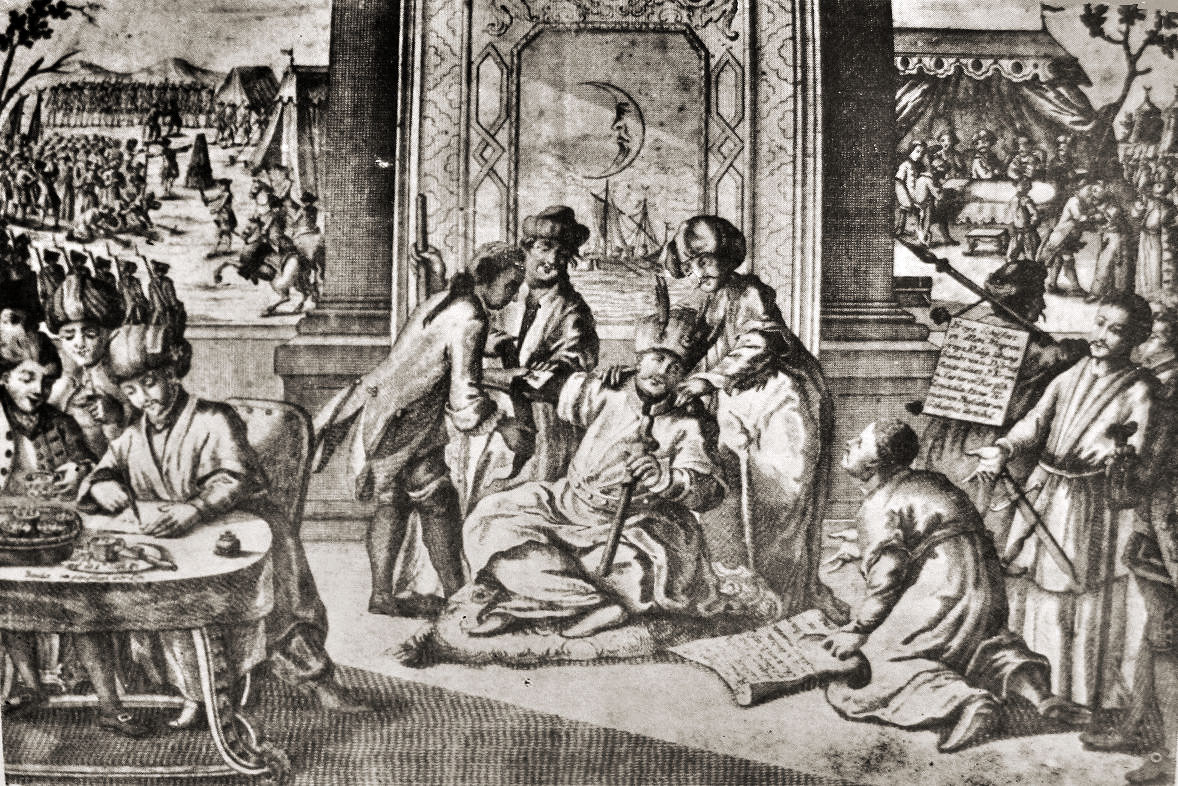
Заключение Кучук-Кайнарджийского мира

С точки зрения военного искусства это сражение представляет собою типичнейший образец боя того времени, а вместе с тем оно может служить показателем того, как совершенствовались приемы русской военной тактики в период русско-турецкой войны 1769—1774 гг. Если сопоставить кагульский бой с баталией у Кючук-Кайнарджи, то обращает на себя внимание, что пехота строится уже не в одно огромное каре, обнесенное рогатками, а разделяется на отдельные малые каре, действующие активно и не признающие никаких рогаток, стесняющих наступление. Кавалерия не укрывается внутри или за каре, а атакует и преследует противника, а артиллерия является деятельной помощницей других родов войск.
Кучук-Кайнарджийский мир, заключенный 10 июля 1774 года на месте сражения 22 июня 1773 года, завершил упорную шестилетнюю войну России с Турцией. Главные статьи его заключались в следующем: крымские татары были объявлены независимыми от Порты; Российская империя приобрела Керчь и Еникале, крепости Кинбурн и Азов, область Кабарда; мореплавание и торговля по Чёрному и Азовскому морям объявлены были свободными; Молдавия и Валахия получили внутреннее управление; Россия возвратила султану все свои завоевания в Европейской Турции, на Кавказе и в Греции.